# 自由民主主義者 (亞美尼亞)
自由民主主義者是亞美尼亞一個主張自由主義與親歐洲主義的政黨，該黨由哈恰圖爾·科科別良於2011年成立。 

## 歷史
自由民主主義者參加了2017年亞美尼亞議會選舉，但僅獲得0.94%的選票，未能在亞美尼亞國民議會贏得任何席位。
在2018年亞美尼亞議會選舉之前，自由民主主義者與亞美尼亞另一個主張親歐洲主義的政黨共和黨組成了一個名為“我們聯盟”的政治聯盟。自由民主主義者主張亞美尼亞退出歐亞經濟聯盟，並尋求與歐盟建立更密切的關係。自由民主主義者還主張亞美尼亞公民應免簽證前往歐盟申根區。我們聯盟獲得2%的選票。由於這低於5%的最低門檻要求，因此由自由民主主義者和共和黨所組成的我們聯盟未能在亞美尼亞國民議會中獲得任何席位。 
2019年11月，自由民主主義者在亞美尼亞首都葉里溫的政黨總部接待了美國駐亞美尼亞大使林恩·M·特雷西，討論了一系列問題。
2021年4月21日，自由民主主義者原本計畫參加2021年亞美尼亞議會選舉。然而，該黨最終沒有報名參加。目前，該黨作為亞美尼亞國民議會外的反對黨而存在。

## 意識形態
自由民主主義者希望建立一個更加民主的亞美尼亞，包括發展更強大的公民社會、自由市場經濟、加強環境保護以及將亞美尼亞納入歐盟。該黨堅信亞美尼亞的未來與歐洲息息相關。